# Río Bélaya (Mali Zelenchuk)
El río Bélaya (en ruso: Бе́лая) es un arroyo del Cáucaso septentrional en el raión de Jabez de la república de Karacháyevo-Cherkesia del sur de Rusia. Es un afluente por la izquierda del río Mali Zelenchuk, que desemboca en el río Kubán.

## Curso
El río nace en los montes al oeste de Jabez, que separan sus aguas de las del valle del Bolshói Zelenchuk. Su curso discurre por 6.6 km por un valle poco pronunciado en dirección este hasta la desembocadura en la orilla izquierda del Mali Zelenchuk en el norte de Jabez.